# Sophronica hologrisea
Sophronica hologrisea är en skalbaggsart som beskrevs av Stefan von Breuning 1978. Sophronica hologrisea ingår i släktet Sophronica och familjen långhorningar. Inga underarter finns listade i Catalogue of Life.